# Mahraganat
Mahraganat (en dialecto árabe egipcio), (del árabe: مهرجانات) Se transcribe: Mahrajanat, en español: "Festivales". También conocido como Electro shaabi o Electro Chaabi. Es un género egipcio de música electrónica, la que surge de la combinación de la música popular egipcia llamada shaabi que se baila en las fiestas nupciales y la música electrónica. DJ Filo hizo el género más conocido con su "set dyaba" y el simple Ana Baba, Yalla  lanzado durante la Revolución Egipcia de 2011. Aunque esta puede ser la primera canción que se populariza, el Mahraganat fue originalmente concebido por los DJs El Sadat, Feelo, Zeezo El noby, Hamo y Beeka en 2006, cuyos primeros trabajos fueron difundidos libremente a través de archivos MP3 y teléfonos celulares, llegando a escucharse en la mayoría de los taxis y calles egipcias. La primera mezcla de Mahragan fue lanzada por un grupo de amigos entre el año 2008 - 2009 y se llamó "Mahragan El-salam", que hablaba sobre la amistad, la adolescencia y la madurez. Luego el género se transformaría en una expresión popular de las urbes que combinaría la crítica social y las problemáticas de los jóvenes egipcios, llegando a tratar temas controvertidos en la sociedad islámica como el alcohol, el sexo y las drogas.

## Historia
Los orígenes del Mahraganat (canciones de Mahragan) se encuentran en los barrios marginales y populares (sha'bi - Shaabi) de El Cairo. Entre el año 2006 y 2007, los DJ de eventos y bodas comenzaron a combinar música shaabi y música electrónica de baile con influencias de reguetón , grime y rap. En 2011, comenzó la Revolución Egipcia y el género reflejó la agitación política cuando DJ Figo, lanzó su primer gran sencillo titulado "Ana Baba, Y'lla" Inicialmente, el Maharagan no recibió ninguna difusión en la radio o la televisión y se distribuyó a través de Internet y de sitios como YouTube y SoundCloud . El Mahragan y el Mulid, como un subgénero de la música Shaabi, es una música bailable, no para sentarse y escuchar. Las actuaciones callejeras de Mahragan inspiran bailes salvajes, a veces acrobáticos, que combinan movimientos de hip-hop con raqs baladi (bailes folclóricos egipcios).  En 2014, Mahragan DJ Souissy firmó un contrato discográfico y artistas como EEK (que es puramente música sin letra) llevaron el género a las masas de Egipto. Para el verano de 2014, el Mahraganat se había vuelto popular en todo Egipto. Fuera de Egipto, el género fue popularizado por la revista de cultura alternativa Audio Kultur y el Frente de Liberación de El Cairo . El blog de música dance Generation Bass también ayudó a presentar el mahraganat al público europeo. En 2014, un grupo de DJ mahragan recorrió los Países Bajos..
En 2016, Mahragan DJ Zola fue asesinado a tiros en la calle durante las celebraciones del quinto aniversario de la Revolución. El gobierno anunció que los manifestantes de la Hermandad Musulmana fueron responsables del tiroteo, mientras que DJ Sadat responsabilizó a la policía.
Debido a su característica marginal, el género fue considerado menor y vulgar por los grupos etarios mayores y más conservadores. Esto se debe a la situación social de los artistas y sus seguidores, los temas controvertidos y el contenido de las letras, el uso de obscenidades,  y el estilo personal de los Sarsagiyya (fanáticos mahragan). En 2016, la estación de radio Nagham FM prohibió las canciones maharagan de sus programas, alegando que no "coincidían con las costumbres y tradiciones egipcias". Sin embargo, los programas de televisión y los productores de música los mantuvieron para sacar provecho de la popularidad de la nueva tendencia, firmando  contrato con ciertos artistas, como Oka & Ortega, que se han presentado más ampliamente desde el año 2013, grabando algunos comerciales y muchas canciones exitosas.

### Controversia y prohibición
En el día de San Valentín del año 2020, se realizó un concierto en el Estadio de El Cairo con los reconocidos cantantes, Tamer Hosny , Nancy Ajram , Wael Jassar y otros artistas. Hassan Shakoush , un destacado cantante de Mahraganat, también fue invitado al concierto junto a su co-cantante, Omar Kamal, donde realizaron su gran éxito, Bent El-Geran (La hija del vecino). La única condición para que ellos se puedan presentar en este evento masivo era que cambiaran parte de las letras transgresoras de sus canciones para evitar herir la susceptibilidad de la audiencia. Dicho pedido fue omitido por Shakoush y las canciones fueron cantadas con las letras explícitas originales. A la luz de esto, hubo un cierto impulso desde las redes sociales criticando fuertemente la falta de adecuación de las letras, exponiendo a los menores a una desviación de los valores egipcios. Esas críticas se referían con frecuencia a una línea explícita que decía "bebo alcohol y fumo hachís". Sin embargo, los cantantes reaccionaron lanzando un vídeo donde afirmaron que lo que sucedió fue un error involuntario. En el vídeo, se disculparon y explicaron que la versión que utilizaron para cantar en (del inglés: "Playback") (Sincronía de labios), fue incorrecta a pesar de que ya habían grabado otra versión donde se alteró la línea explícita que le habían solicitado que cambiasen. Poco después, la unión egipcia de músicos, a la cabeza del artista Hany Shaker, decidió prohibir la música de Mahraganat en Egipto y negarles a los cantantes de Mahraganat sus membresías, incluido al popular cantante Mohamed Ramadan. De esta manera los intérpretes de Mahraganat no podrán realizar más sus funciones en vivo, aunque no se les impide seguir generando material en las plataformas digitales.

## Documentales
En 2013, la documentalista Franco - Tunecina Hind Meddeb lanzó un documental sobre el género titulado "Electro Shaabi" (Electro Chaabi).

## Interprétes del género Mahragan
- Hassan Shakosh
- Figo Eldakhlawy
- Mohamed Ramadan
- DJ Ahmed Figo
- Sadat
- DJ Amr Haha
- Weza
- Oka & Ortega
- Hamo Bika
- El Sawareekh
- Shehta Karika
- Souissy
- El Hindi
- Abu Abir
- Ahmed Labat
- Hysa and Halabeesa
- Kozbara and Hangara
- 3enba
- Double Zuksh
- Resha Costa
- Samara Now

- Ala Fifty Cent[15]